# Nikael Bikua-Mfantse
Nikael Bikua-Mfantse (ros. Никаэль Бикуа-Мфансе; ur. 13 listopada 1986 w Moskwie) – rosyjski wioślarz.

## Osiągnięcia
- Mistrzostwa Świata – Eton 2006 – dwójka podwójna – 17. miejsce[1].
- Mistrzostwa Świata – Monachium 2007 – czwórka podwójna – 7. miejsce[1].
- Mistrzostwa Europy – Poznań 2007 – czwórka podwójna – 1. miejsce[1].
- Mistrzostwa Europy – Ateny 2008 – czwórka podwójna – 5. miejsce[1].
- Mistrzostwa Europy – Brześć 2009 – czwórka podwójna – 6. miejsce[1].